# Chiesa di San Leonardo (Partinico)
La chiesa di San Leonardo è un edificio religioso di Partinico.
Costruita nel 1634, è dedicata a san Leonardo di Noblac, patrono del comune. Si trova situata nel centrale corso dei Mille.
Si apre alla cittadinanza solamente in alcune occasioni. Il 6 novembre, in occasione della festa del patrono, dalla chiesa parte la solenne processione per le vie della città.